# Іван Андрійович (князь ростовський)
Іван Андрійович (друга половина XIV–XV століття) — останній Ростово-Усретінський князь.
Син князя Андрія Федоровича.
Продав свою частину Ростова (Стрітенську сторону) великому князю Московському Василю Дмитровичу.
Нащадки його старшого сина, Юрія Німого, зникло разом з сином останнього, Семеном, а нащадки молодшого сина, Федора Гомілки, писалися князями Голеніними-Ростовськими.